# Paola Peñarrieta
Paola Peñarrieta (16 de mayo de 1969) es una exnadadora boliviana que compitió en los Juegos Olímpicos de Barcelona 1992.

## Trayectoria
En su participación en los Juegos Olímpicos tomó parte en tres especialidades, los 50, 100 y 200 metros libres. Su mejor posición fue un 37.º puesto en los 200 metros libres.